# Grande Prêmio do Canadá de 2016
Grande Prêmio do Canadá de 2016 (formalmente denominado Formula 1 Grand Prix du Canada 2016) foi a sétima etapa da temporada de 2016 da Fórmula 1. Foi disputado no dia 12 de junho de 2016 no Circuito Gilles Villeneuve.

## Relatório

### Antecedentes
Transmissão
A Rede Globo descartou GP do Canadá no domingo e registra primeiro fim de semana sem qualquer transmissão ao vivo em TV aberta. Por conta do horário que bate com o futebol do Campeonato Brasileiro. O SporTV que é o canal fechado pertencida ao Globosat, ficou encarregado de transmitir a corrida ao vivo.

### Treino Classificatório
Q1
Nico Rosberg foi o mais rápido na primeira parte do treino, com 1m13s714, com Daniel Ricciardo em segundo, a 0s211, e Sebastian Vettel, em terceiro, a 0s316. Como Kevin Magnussen bateu no 3º treino livre e sequer participou do classificatório, apenas cinco pilotos foram eliminados. Rio Haryanto (Manor), com o pior tempo do Q1, foi o primeiro a rodar, literal e metaforicamente, após sair de traseira e bater no muro. Felipe Nasr foi o segundo mais lento, a 1s  do companheiro Marcus Ericsson, e outro a deixar o treino ainda no Q1. Jolyon Palmer e Pascal Wehrlein também foram eliminados.
Q2
O Q2 mal havia começado e o “Muro dos Campeões” fez sua primeira vítima do fim de semana: Carlos Sainz Jr. O espanhol tocou de leve na parede após a chicane, mas o suficiente para destruir a suspensão da STR e fazer o carro ir se arrastando até a linha de chegada, provocando uma bandeira vermelha. Com isso, Sainz foi o primeiro a ser eliminado, ficando com o 16º lugar no grid. Junto com o piloto da STR, também deram adeus no Q2: Romain Grosjean, Esteban Gutiérrez, Daniil Kvyat, Jenson Button e Sergio Pérez. Destaque para Fernando Alonso que, no apagar das luzes, conseguiu avançar ao Q3. Desta vez, em contraste com o Q1, Hamilton foi o mais rápido, com 1m13s076, seguido de pertinho por Rosberg 1m13s094 e com Ricciardo um pouco mais distante, com 1m13s540.
Q3
Inspirado, Lewis Hamilton fez uma volta irretocável logo nos primeiros minutos de Q3. Com 1m12s812, o britânico não deu chance aos rivais. Nico Rosberg bem que tentou, mas ficou a 0s062 do companheiro. Na sua última tentativa, com a faca nos dentes e sob grande pressão, o alemão errou logo na primeira curva e abortou a volta. Nos instantes finais, Sebastian Vettel ainda conseguiu arrancar uma boa volta para garantir a terceira colocação no grid de largada, com 1m12s990. A RBR não conseguiu repetir as boas atuações das etapas anteriores. Daniel Ricciardo ficou com o quarto melhor tempo, com a marca de 1m13s166, enquanto Max Verstappen foi o quinto, ao anotar 1m13s414. Kimi Raikkonen, com uma atuação discreta, ficou em sexto, seguido por Valtteri Bottas, o sétimo. Ao errar sua única tentativa de volta rápida, Massa foi o oitavo mais rápido. Nico Hulkenberg ficou com a nona colocação, enquanto Fernando Alonso assegurou o décimo lugar para a McLaren que, aos poucos, vem demonstrando evolução.

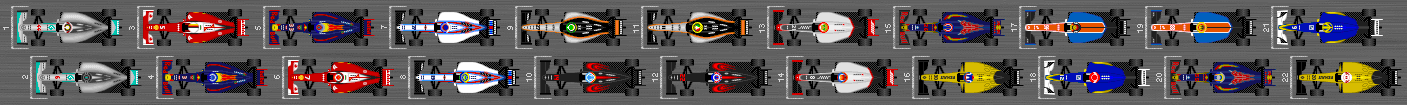
Grid de largada

### Corrida
Partindo de 3º, Vettel surpreendeu as duas Mercedes e pulou para a ponta. Pole, Hamilton acabou tocando roda com roda com Rosberg ao tentar defender o segundo lugar. Quem levou a pior foi o alemão da Mercedes, que saiu da pista e acabou despencando para nono, atrás de Alonso. Massa, que largou em oitavo, subiu para sétimo. Já Nasr, que começara em 18º, foi tocado por Magnussen, rodou e caiu para último.
Líder da corrida, Vettel errou a freada da última curva do circuito e teve que cortar a chicane. Mesmo assim, conseguiu se manter na frente. Hulk ganhou as posições de Alonso e Rosberg e subiu para oitavo. Após a primeira volta, a classificação era a seguinte: Vettel, Hamilton, Verstappen, Ricciardo, Raikkonen, Bottas, Massa, Hulkenberg, Rosberg e Alonso. Rosberg ultrapassou Alonso e passou para nono. Lá na frente, Vettel mantinha uma vantagem de cerca de 1s para Hamilton. Mais atrás, Rosberg, o nono, saiu da pista na chicane final e perdeu contato com o oitavo colocado Hulkenberg. Enquanto isso, Massa se distanciava na sétima posição. RBR pede para Max Verstappen, 3º colocado, dar passagem para Daniel Ricciardo. Mas pilotos não trocam de posição. Com um princípio de incêndio no motor, Jenson Button (McLaren) abandonou. O safety car virtual foi acionado.
Vettel aproveitou o período de safety car virtual, onde os pilotos precisam respeitar um limite de velocidade, para antecipar seu primeiro pit stop. Alemão trocou os ultramacios (faixa roxa) por supermacios (faixa vermelha) e retornou em quarto. Assim, Hamilton assumiu a ponta, seguido por Verstappen e Ricciardo. Vale lembrar que, como os pneus macios (amarelo) são obrigatórios na prova, Vettel ainda precisaria parar mais uma vez. Sexto, Raikkonen também parou e voltou em 14º e adotou tática igual ao do companheiro. Com isso, Massa subiu para sexto. Rosberg, por sua vez, deixou Hulk para trás e passou para oitavo.
Com um pit stop a mais, Vettel coloca por dentro de Ricciardo no hairpin e assume o terceiro lugar. Um giro depois, alemão da Ferrari engoliu Verstappen na reta oposta e pulou para segundo. Enquanto isso, Raikkonen escalava posições e já aparecia entre os dez primeiros. Já Rosberg tentava pressionar Massa na briga pelo sexto lugar. Jolyon Palmer (Renault) recolheu para a garagem. Fim de prova para o britânico. Verstappen, Ricciardo, Bottas, Massa e Rosberg fazem suas paradas e colocam pneus macios (faixa amarela). Hamilton prefere seguir na pista e lidera, seguido por Vettel, Verstappen, Raikkonen, Ricciardo, Bottas, Pérez, Rosberg, Massa e Hulk. Hamilton, enfim, faz seu pit stop e retorna em segundo. Vettel reassume a liderança, com 13s de vantagem para o britânico. Rosberg passa Pérez e sobe para sétimo. Raikkonen para mais uma vez nos boxes e coloca os pneus macios (faixa amarela). Finlandês da Ferrari retorna em oitavo, atrás de Massa. Mais veloz que Vettel, Hamilton reduziu a desvantagem para o alemão para menos de 10s. Felipe Massa, que estava em sétimo, recolheu para a garagem e abandonou a corrida (Foi o primeiro abandono de Felipe Massa nesta temporada e foi o primeiro abandono da Williams depois de seis etapas). Por causa da obrigatoriedade do uso dos pneus macios, Vettel precisou parar mais uma vez nos boxes. Antes com cerca de 10s de vantagem para Hamilton, o alemão retornou 8s atrás do britânico, novo líder. Agora com pneus novos, ele teria 31 voltas para caçar o piloto da Mercedes. Ricciardo errou a freada da chicane final e acabou perdendo o quarto lugar para Bottas na curva 1. Perdendo ritmo, o australiano fez outro pit stop na volta seguinte. E perdeu mais tempo pois a RBR demorou novamente nos boxes. Piloto voltou em sétimo. Com pneus mais novos, Vettel passou a imprimir ritmo mais forte que Hamilton e reduziu a diferença para 6 segundos. Em quinto, atrás de Bottas, Rosberg perguntava à Mercedes a respeito de algum problema em seu carro, já que diversos alertas piscavam em seu volante. Em quinto, mas com vantagem segura para Raikkonen, Verstappen preferiu fazer mais um pit stop e colocou um novo jogo de pneus macios. A 20 voltas do fim, Vettel reduziu a desvantagem para Hamilton para menos de 5 segundos. Por causa de um pequeno furo no pneu, que o fazia perder pressão a cada volta, Rosberg precisou ir para os boxes, colocou outro jogo de compostos macios e voltou em 7º. Com a faca nos dentes para tentar se aproximar de Hamilton, Vettel perdeu o ponto de freada da chicane final, passou reto e viu a vantagem subir para quase 6s. Com pneus mais novos, Rosberg ultrapassa Raikkonen e sobe para quinto. Enquanto Hamilton administrava a ponta com tranquilidade, Vettel tentava desesperadamente alcançar o inglês. O alemão, porém, voltar a errar a chicane final e viu a diferença subir para 7s. Após mais um erro, o piloto da Ferrari parece ter aberto mão da luta pela vitória. Rosberg colou no quarto colocado Verstappen. O alemão tentou dar o bote, mas encontrou um jovem holandês encrespado, que não queria vender a posição barato. Partindo para o tudo ou nada, Rosberg tentou passar Verstappen por fora na última curva e acabou rodando. Lá na frente, Hamilton cruzou a linha de chegada com 5s de vantagem para Vettel e Bottas completou o pódio em terceiro sendo primeiro pódio da equipe Williams na temporada de 2016.

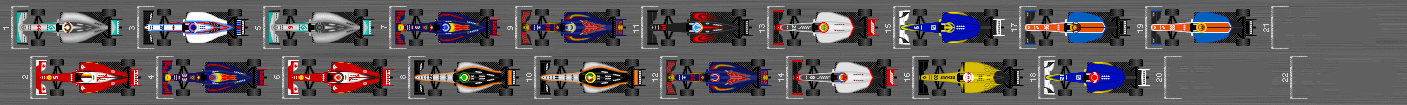
Resultado da Corrida

## Pneus
| Nome do Composto | Cor | Banda de Rolamento | Condições de Condução | Dry Type  | Aderência      | Longevidade   |
| ---------------- | --- | ------------------ | --------------------- | --------- | -------------- | ------------- |
| Ultra Macio      |     | Slick (P Zero)     | Seco                  | Ultrasoft | Mais Aderência | Menos Durável |
| Super Macio      |     | Slick (P Zero)     | Seco                  | Supersoft | Mais aderência | Menos durável |
| Macio            |     | Slick (P Zero)     | Seco                  | Soft      | Médio          | Médio         |

## Resultados

### Treino Classificatório
| Pos.                     | Nº | Piloto            | Construtor           | Q1       | Q2       | Q3       | Grid |
| ------------------------ | -- | ----------------- | -------------------- | -------- | -------- | -------- | ---- |
| 1                        | 44 | Lewis Hamilton    | Mercedes             | 1:14.121 | 1:13.076 | 1:12.812 | 1    |
| 2                        | 6  | Nico Rosberg      | Mercedes             | 1:13.714 | 1:13.094 | 1:12.874 | 2    |
| 3                        | 5  | Sebastian Vettel  | Ferrari              | 1:13.925 | 1:13.857 | 1:12.990 | 3    |
| 4                        | 3  | Daniel Ricciardo  | Red Bull-TAG Heuer   | 1:14.030 | 1:13.540 | 1:13.166 | 4    |
| 5                        | 33 | Max Verstappen    | Red Bull-TAG Heuer   | 1:14.601 | 1:13.793 | 1:13.414 | 5    |
| 6                        | 7  | Kimi Räikkönen    | Ferrari              | 1:14.477 | 1:13.849 | 1:13.579 | 6    |
| 7                        | 77 | Valtteri Bottas   | Williams-Mercedes    | 1:14.389 | 1:13.791 | 1:13.670 | 7    |
| 8                        | 19 | Felipe Massa      | Williams-Mercedes    | 1:14.815 | 1:13.864 | 1:13.769 | 8    |
| 9                        | 27 | Nico Hulkenberg   | Force India-Mercedes | 1:14.663 | 1:14.166 | 1:13.952 | 9    |
| 10                       | 14 | Fernando Alonso   | McLaren-Honda        | 1:15.026 | 1:14.260 | 1:14.338 | 10   |
| 11                       | 11 | Sergio Perez      | Force India-Mercedes | 1:14.814 | 1:14.317 | —        | 11   |
| 12                       | 22 | Jenson Button     | McLaren-Honda        | 1:14.755 | 1:14.437 | —        | 12   |
| 13                       | 26 | Daniil Kvyat      | Toro Rosso-Ferrari   | 1:14.829 | 1:14.457 | —        | 15 2 |
| 14                       | 21 | Esteban Gutierrez | Haas-Ferrari         | 1:15.148 | 1:14.571 | —        | 13   |
| 15                       | 8  | Romain Grosjean   | Haas-Ferrari         | 1:15.444 | 1:14.803 | —        | 14   |
| 16                       | 55 | Carlos Sainz Jr.  | Toro Rosso-Ferrari   | 1:14.714 | 1:21.956 | —        | 20 4 |
| 17                       | 30 | Jolyon Palmer     | Renault              | 1:15.459 | —        | —        | 16   |
| 18                       | 94 | Pascal Wehrlein   | MRT-Mercedes         | 1:15.599 | —        | —        | 17   |
| 19                       | 9  | Marcus Ericsson   | Sauber-Ferrari       | 1:15.635 | —        | —        | 21 1 |
| 20                       | 12 | Felipe Nasr       | Sauber-Ferrari       | 1:16.663 | —        | —        | 18   |
| 21                       | 88 | Rio Haryanto      | MRT-Mercedes         | 1:17.052 | —        | —        | 19   |
| Tempo dos 107%: 1:18.873 |    |                   |                      |          |          |          |      |
| 22                       | 20 | Kevin Magnussen   | Renault              | S/Tempo  | —        | —        | 22 3 |
| Fonte:                   |    |                   |                      |          |          |          |      |

Notas
↑1  - Marcus Ericsson (Sauber) perdera três posições do grid de largada por provoca a batida de seu companheiro, Felipe Nasr (Sauber).
↑2  - Daniil Kvyat (STR) perdera três posições do grid de largada por provoca a batida com Kevin Magnussen (Renault).
↑3  - Kevin Magnussen (Renault) não obteve o tempo de volta no Q1, devido a batida no 3º treino livre, porém, foi autorizado a largar.
↑4  - Carlos Sainz Jr. (STR) perder cinco posições do grid de largada por troca de câmbio.

### Corrida
| Pos.   | Nu. | Piloto            | Construtor           | Voltas | Tempo/Retirado    | Grid | Pontos |
| ------ | --- | ----------------- | -------------------- | ------ | ----------------- | ---- | ------ |
| 1      | 44  | Lewis Hamilton    | Mercedes             | 70     | 1:31:05.296       | 1    | 25     |
| 2      | 5   | Sebastian Vettel  | Ferrari              | 70     | +5.011            | 3    | 18     |
| 3      | 77  | Valtteri Bottas   | Williams-Mercedes    | 70     | +46.422           | 7    | 15     |
| 4      | 33  | Max Verstappen    | Red Bull-TAG Heuer   | 70     | +53.020           | 5    | 12     |
| 5      | 6   | Nico Rosberg      | Mercedes             | 70     | +1:02.093         | 2    | 10     |
| 6      | 7   | Kimi Räikkönen    | Ferrari              | 70     | +1:03.017         | 6    | 8      |
| 7      | 3   | Daniel Ricciardo  | Red Bull-TAG Heuer   | 70     | +1:03.634         | 4    | 6      |
| 8      | 27  | Nico Hülkenberg   | Force India-Mercedes | 69     | +1 Volta          | 9    | 4      |
| 9      | 55  | Carlos Sainz Jr.  | Toro Rosso-Ferrari   | 69     | +1 Volta          | 20   | 2      |
| 10     | 11  | Sergio Pérez      | Force India-Mercedes | 69     | +1 Volta          | 11   | 1      |
| 11     | 14  | Fernando Alonso   | McLaren-Honda        | 69     | +1 Volta          | 10   |        |
| 121    | 26  | Daniil Kvyat      | Toro Rosso-Ferrari   | 69     | +1 Volta          | 15   |        |
| 13     | 21  | Esteban Gutiérrez | Haas-Ferrari         | 68     | +2 Voltas         | 13   |        |
| 14     | 8   | Romain Grosjean   | Haas-Ferrari         | 68     | +2 Voltas         | 14   |        |
| 15     | 9   | Marcus Ericsson   | Sauber-Ferrari       | 68     | +2 Voltas         | 21   |        |
| 16     | 20  | Kevin Magnussen   | Renault              | 68     | +2 Voltas         | 22   |        |
| 17     | 94  | Pascal Wehrlein   | MRT-Mercedes         | 68     | +2 Voltas         | 17   |        |
| 18     | 12  | Felipe Nasr       | Sauber-Ferrari       | 68     | +2 Voltas         | 18   |        |
| 19     | 88  | Rio Haryanto      | MRT-Mercedes         | 68     | +2 Voltas         | 19   |        |
| Ret    | 19  | Felipe Massa      | Williams-Mercedes    | 35     | Motor             | 8    |        |
| Ret    | 30  | Jolyon Palmer     | Renault              | 16     | Vazamento de Água | 16   |        |
| Ret    | 22  | Jenson Button     | McLaren-Honda        | 9      | Motor             | 12   |        |
| Fonte: |     |                   |                      |        |                   |      |        |

## Tabela do campeonato após a corrida
Somente as cinco primeiras posições estão incluídas nas tabelas.
| Pos | Piloto           | Pontos | Var |
| --- | ---------------- | ------ | --- |
| 1   | Nico Rosberg     | 116    | 0   |
| 2   | Lewis Hamilton   | 107    | 0   |
| 3   | Sebastian Vettel | 78     | 2   |
| 4   | Daniel Ricciardo | 72     | 1   |
| 5   | Kimi Raikkonen   | 69     | 1   |

| Pos | Construtor           | Pontos | Var |
| --- | -------------------- | ------ | --- |
| 1   | Mercedes             | 223    | 0   |
| 2   | Ferrari              | 147    | 0   |
| 3   | Red Bull-TAG Heuer   | 130    | 0   |
| 4   | Williams-Mercedes    | 81     | 0   |
| 5   | Force India-Mercedes | 42     | 0   |